# 12131 Echternach
12131 Echternach eller 2085 P-L är en asteroid i huvudbältet som upptäcktes den 24 september 1960 av den nederländsk-amerikanske astronomen Tom Gehrels och det nederländska astronomparet Ingrid van Houten-Groeneveld och Cornelis Johannes van Houten vid Palomarobservatoriet. Den är uppkallad efter journalisten Eddy Echternach.
Den tillhör asteroidgruppen Koronis.